# Buzescu
Buzescu – wieś w Rumunii, w okręgu Teleorman, w gminie Buzescu. W 2011 roku liczyła 3922 mieszkańców.
Wieś zamieszkana jest w około 30% przez Romów z grupy Kełderaszów. Za czasów komunistycznych trudnili się oni głównie pracami w metalu, w tym wytwarzaniem aparatury do produkcji bimbru. Po upadku komunizmu (1989) rozwinęli obrót metalami kolorowymi (głównie srebrem, aluminium i miedzią), jak również stalą, pochodzącą ze zlikwidowanych i porzuconych zakładów przemysłowych całej Europy Centralnej. Spowodowało to gwałtowne wzbogacenie się lokalnej społeczności romskiej, co zaowocowało zabudowaniem wsi kilkupiętrowymi rezydencjami w różnych stylach, imitującymi gotyckie i renesansowe pałace europejskie, czy chaty tyrolskie. Obiekty te, wyposażone w liczne kolumny, balkony, rotundy, kopuły i blanki, mają po kilkanaście pokoi, z których większość nie jest zamieszkana, gdyż pozostali w nich głównie przedstawiciele najstarszego i najmłodszego pokolenia (inni na stałe przebywają w różnych państwach prowadząc interesy). Sami Romowie twierdzą, że wieś jest powodem ich narodowej dumy.